# Ерік Ван Ластбадер
Е́рік Ван Ла́стбадер (англ. Eric Van Lustbader), (нар. 1946, Нью-Йорк) — американський письменник, автор пригодницьких та фантастичних романів. Автор найбільш відомий завдяки серії романів про пригоди Джейсона Борна, які він написав від імені Роберта Ладлама, автора першої трилогії. Ерік Ван Ластбастер закінчив Колумбійський коледж, де вивчав соціологію. Пізніше працював вчителем у Нью-Йорку, журналістом у місцевих журналах. У 2003 році на прохання нащадків Роберта Ладлама продовжити серію романів про Джейсона Борна. Перший роман серії «Спадок Борна» з'явився 2004 року.